# Bistum Cagli und Pergola
Das Bistum Cagli und Pergola (lat.: Dioecesis Calliensis e Pergulana) war eine in Italien gelegene römisch-katholische Diözese mit Sitz in Cagli.

## Geschichte

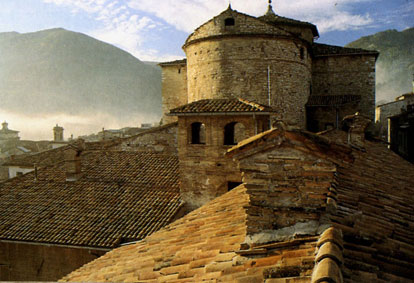
Kathedrale Santa Maria Assunta in Cagli

Das Bistum Cagli und Pergola wurde im 4. Jahrhundert als Bistum Cagli errichtet. Erster Bischof war Graziano. Am 18. Januar 1819 wurde das Bistum Cagli in Bistum Cagli und Pergola umbenannt.
Am 30. September 1986 wurde das Bistum Cagli und Pergola zusammen mit dem Bistum Fossombrone durch die Kongregation für die Bischöfe mit dem Dekret Instantibus votis dem Bistum Fano angegliedert.
Das Bistum Cagli und Pergola war dem Erzbistum Urbino als Suffraganbistum unterstellt. Es umfasste 60 Pfarreien und war 501 km² groß.